# Hàng hóa vị thế

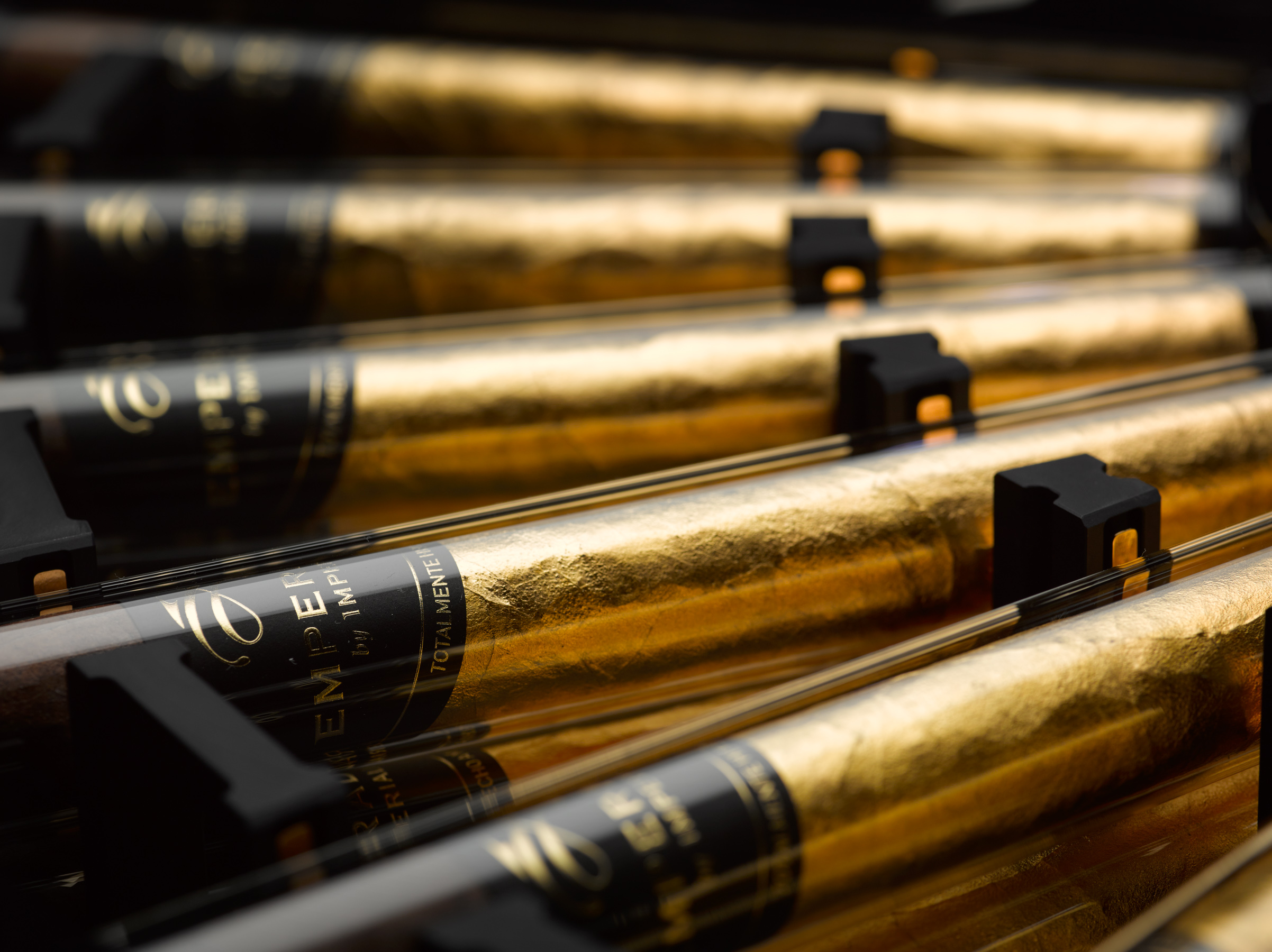
Các dòng xì gà cao cấp là một trong những điển hình về loại hình hàng hoá có địa vị

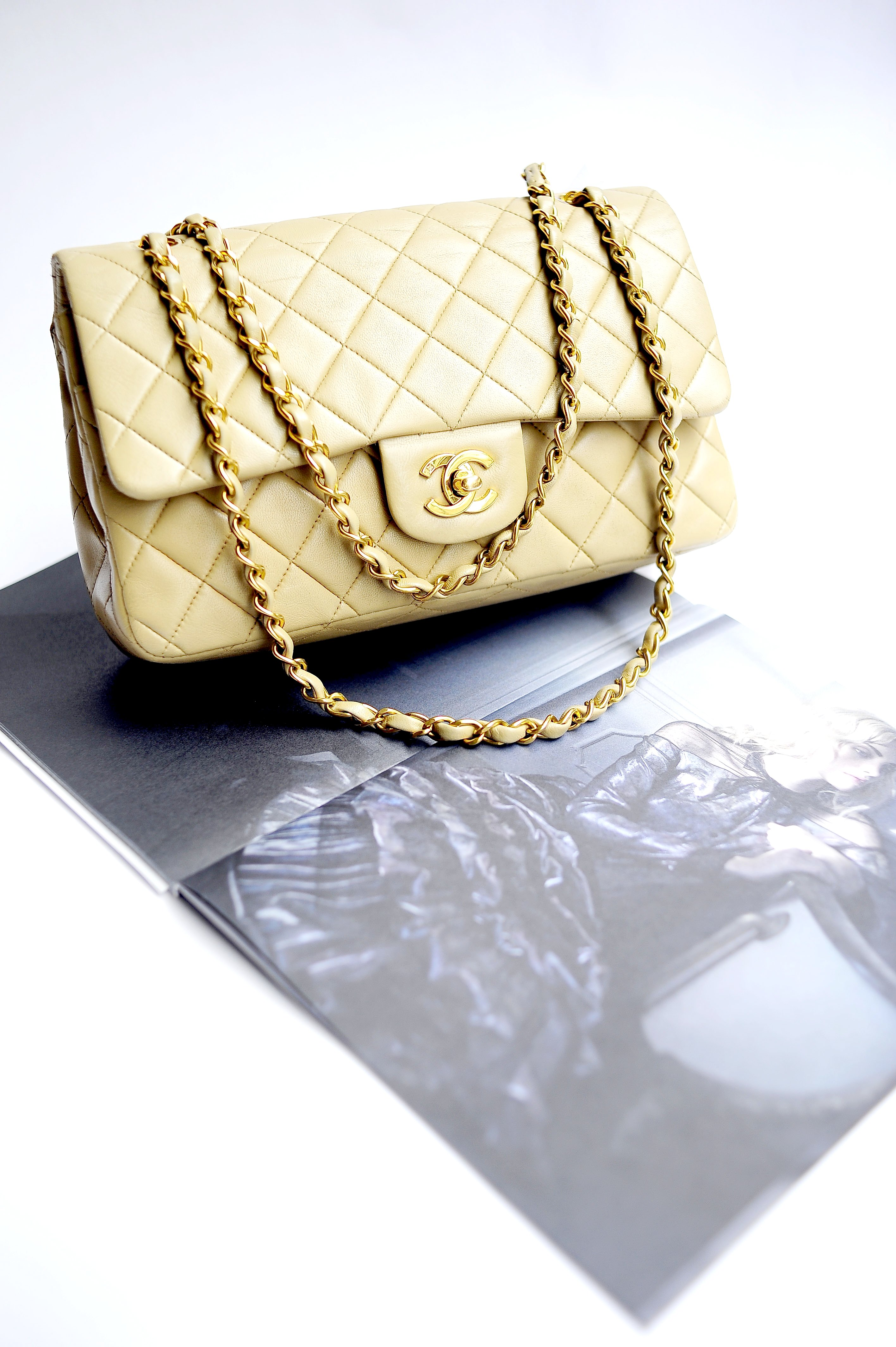
Một chiếc túi xách hàng hiệu Chanel 2.55

Hàng hóa vị thế (Positional good) hay hàng hóa có địa vị là loại hàng hóa chỉ được định giá theo cách chúng được phân phối chứ không phải theo tổng số lượng hàng hóa có sẵn (giống như hàng tiêu dùng và các mặt hàng dân dụng khác). Nguồn gốc của giá trị lớn hơn của hàng hóa vị thế là tính mong muốn của chúng như một biểu tượng địa vị, thường dẫn đến việc chúng vượt xa giá trị của các hàng hóa tương đương. Nhiều loại hàng hóa đã được mô tả là có vị thế trong một xã hội tư bản nhất định, chẳng hạn như vàng, bất động sản, kim cương và các chủng loại hàng xa xỉ. Nhìn chung, bất kỳ loại hàng hóa nào để thể hiện hoặc làm thay đổi địa vị xã hội của một người khi chỉ có tương đối ít người trong một cộng đồng nhất định sở hữu có thể được mô tả là hàng hóa vị thế. Đây là hàng hóa và dịch vụ mà mọi người coi trọng vì nguồn cung của nó hạn chế và vì chúng thể hiện một địa vị xã hội, vị thế được coi trọng trong xã hội và là một biểu tượng địa vị.
Mặc dù Thorstein Veblen nhấn mạnh tầm quan trọng của vị trí tương đối của một người trong xã hội khi đề cập đến khái niệm giải trí phô trương và tiêu dùng chính Fred Hirsch là người đã đưa ra khái niệm "lợi ích vị thế" trong Giới hạn xã hội đối với tăng trưởng Do đó, Hirsch đã phân biệt các loại hàng hóa có vị thế. Đóng góp chính của Hirsch là khẳng định của ông rằng hàng hóa vị trí có liên hệ mật thiết với sự khan hiếm xã hội. Ông chia sẻ với tờ The New York Times rằng chủ đề chính trong cuốn sách của Hirsch là sự tăng trưởng vật chất "không còn có thể mang lại những gì đã hứa hẹn từ lâu đó là biến mọi người thành tầng lớp trung lưu". Hàng hóa địa vị có thể là một chiếc túi xách sang trọng của thương hiệu nổi tiếng, du thuyền cá nhân đắt đỏ hoặc vé VIP trong một buổi hòa nhạc đẳng cấp. Hàng hóa có địa vị thường thể hiện chất lượng và tính năng vượt trội, mẫu mã thiết kế sang trọng quý phái khiến chủ sở hữu nó trở nên khác biệt, hàng hóa có địa vị thường mở rộng về phía các dịch vụ sang trọng, thẻ hội viên và những kì nghỉ xa hoa. Các thương hiệu xa xỉ hàng đầu như Louis Vuitton, Prada, Burberry và Rolex đều cố gắng thể hiện thanh thế, nhiều xe thể thao cao cấp của Ý như Lamborghini cao cấp.